# Primula bhutanica
Primula bhutanica är en viveväxtart som beskrevs av Harold Roy Fletcher. Primula bhutanica ingår i släktet vivor, och familjen viveväxter. Inga underarter finns listade i Catalogue of Life.